# Hermann Strangemann

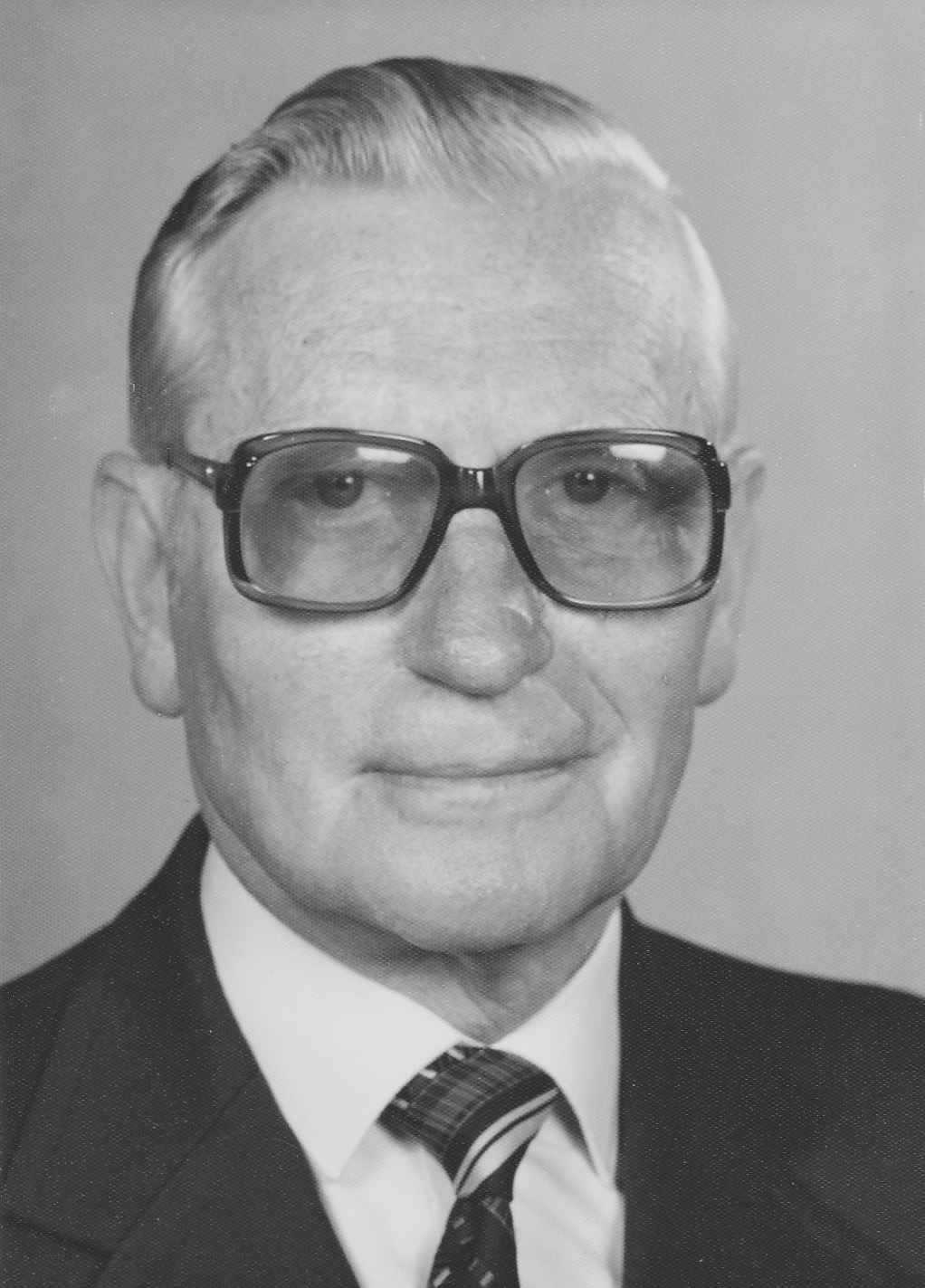
Hermann Strangemann

Hermann Strangemann (*  8. Mai 1912 in Gelsenkirchen-Erle; † 16. Juli 1985 in Gelsenkirchen) war ein deutscher Kaufmann im Textil-Einzelhandel und von 1936 bis 1982 Inhaber des Textilhauses Strangemann in Gelsenkirchen-Erle. Er bekleidete zahlreiche Ehrenämter und wurde dafür mit dem Bundesverdienstkreuz ausgezeichnet.

## Leben

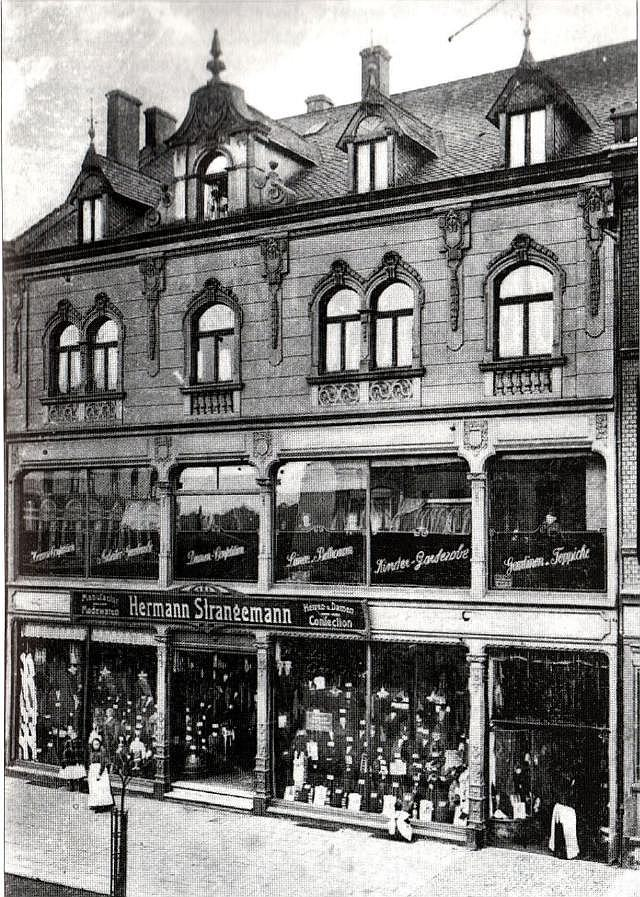
Textilhaus Strangemann (1910)

Hermann Strangemann war ein Sohn von Hermann Strangemann sen., Textilkaufmann und Magistratsmitglied in (Gelsenkirchen-)Buer. Die Familiengeschichte ist eng verbunden mit dem Strangemannshof in Gelsenkirchen-Scholven. Seine Kindheit verbrachte Hermann Strangemann jun. in Erle, später besuchte er das Schloß-Gymnasium Benrath. Danach absolvierte er eine Lehre als Textilkaufmann bei der Firma Gebr. Leffers (später SinnLeffers) in Delmenhorst. Als 24-Jähriger übernahm er nach dem Tod des Vaters das elterliche Geschäft, das er kontinuierlich erweiterte.
Hermann Strangemann war verheiratet mit der Schneidermeisterin Margarete Strengemann geb. Albers, aus der Ehe gingen drei Kinder hervor.
1982 zog sich Hermann Strangemann mit 70 Jahren aus dem Geschäft zurück und starb 1985 nach drei Jahren Ruhestand.

## Engagement und  Ehrenämter
Ab 1934 gehörte Hermann Strangemann jahrzehntelang dem Prüfungsausschuss für Textilhandel der Industrie- und Handelskammer Münster an. Ab 1945 war er mehrere Jahrzehnte lang Aufsichtsratsmitglied des Einkaufsverbandes HADEKA (Handelszentrale deutscher Kaufhäuser) in Frankfurt am Main. Ab 1955 war er Mitglied und ab 1975 mehrere Jahre Vorsitzender des Bewilligungsausschusses der Kreditgarantiegemeinschaft des Einzelhandels in NRW (später Bürgschaftsbank). 1969 gründete Hermann Strangemann zusammen mit anderen Kaufleuten die Werbegemeinschaft Erle, mehrere Jahre war er deren Vorsitzender und später auch Ehrenvorsitzender. 1979 setzte sich Hermann Strangemann als Vorsitzender der Bürgerinitiative „Rettet das Erler Krankenhaus“ für den Erhalt des Krankenhauses in Gelsenkirchen-Erle ein. In dieser Funktion führte er unter anderem Gespräche mit dem NRW-Sozialminister Friedhelm Farthmann in Düsseldorf. Das Krankenhaus blieb erhalten.
Mehrere Jahre war Hermann Strangemann beisitzender Richter am Sozialgericht Gelsenkirchen und am Sozialgericht Münster.
Er war Protektor des MGV 1887 (Heideblümchen). Unter seiner Schirmherrschaft feierte der örtliche Bürgerschützenvereine Schützenfeste.

## Ehrungen
- 1963: Ehrenplakette der Industrie- und Handelskammer Münster
- 1977: Bundesverdienstkreuz am Bande
- ab 1980: Ehrenvorsitzender der Werbegemeinschaft Erle